# Harrison (Nebraska)
Harrison és una població dels Estats Units a l'estat de Nebraska. Segons el cens del 2000 tenia 279 habitants.

## Demografia
Segons el cens del 2000, Harrison tenia 279 habitants, 137 habitatges, i 80 famílies. La densitat de població era de 347,5 habitants per km².
Dels 137 habitatges en un 16,1% hi vivien nens de menys de 18 anys, en un 44,5% hi vivien parelles casades, en un 12,4% dones solteres, i en un 41,6% no eren unitats familiars. En el 40,9% dels habitatges hi vivien persones soles el 24,1% de les quals corresponia a persones de 65 anys o més que vivien soles. El nombre mitjà de persones vivint en cada habitatge era de 2,04 i el nombre mitjà de persones que vivien en cada família era de 2,68.
Per edats la població es repartia de la següent manera: un 17,9% tenia menys de 18 anys, un 8,6% entre 18 i 24, un 17,9% entre 25 i 44, un 27,6% de 45 a 60 i un 28% 65 anys o més.
L'edat mediana era de 48 anys. Per cada 100 dones de 18 o més anys hi havia 80,3 homes.
La renda mediana per habitatge era de 29.375 $ i la renda mediana per família de 29.688 $. Els homes tenien una renda mediana de 25.500 $ mentre que les dones 21.250 $. La renda per capita de la població era de 15.071 $. Aproximadament l'11,8% de les famílies i el 18,6% de la població estaven per davall del llindar de pobresa.

## Poblacions més properes
El següent diagrama mostra les poblacions més properes.